# ザ・ダイヤモンド
ザ・ダイヤモンド（The DIAMOND）は、横浜駅西口の地下街に付けられていた愛称。開業当初は「ダイヤモンド地下街」という名称であった。
2013年より相模鉄道本線（相鉄線）の同駅駅ビル「相鉄ジョイナス」との一体化によるリニューアルが進められ、2015年12月1日に地下街部分も含めて「相鉄ジョイナス」へ統合された（詳細は後述）。
本項では開業から一体化までについて解説する。統合後については「相鉄ジョイナス」を参照のこと。

## 概要
昭和30年代に相模鉄道が主導した横浜駅西口開発計画により開発された。隣接する相鉄ジョイナス、横浜髙島屋（後に髙島屋が吸収）、横浜ステーシヨンビル（国鉄横浜駅西口駅舎、後の横浜シァル。国鉄分割民営化後にJR東日本へ譲渡）とともに、相模鉄道系の商業施設の一つである。
横浜駅西口駅前広場の真下にあり、バス乗り場に階段で直結している。また、地下2〜4階は「横浜駅西口地下駐車場」になっている。
1964年の開業当初は「ダイヤモンド地下街」という名称で、横浜地下街株式会社（現：相鉄アーバンクリエイツ）が管理・運営を行っていた。1984年には「ザ・ダイヤモンド」に改称。2006年には施設の管理・運営が相鉄ビルマネジメントに継承された。
2011年3月27日、横浜シァルが閉鎖。これに伴い、ザ・ダイヤモンドは同年2月上旬から3月下旬にかけてリニューアルを行い、開業以来の規模となる23店舗がオープンした（新規出店20店舗、リニューアル3店舗）。

### 相鉄ジョイナスとの統合
2013年には相鉄線横浜駅の駅ビル「相鉄ジョイナス」と一体化してリニューアルすることが決定。
当初は「ジョイナス ザ・ダイヤモンド」 (JOINUS The DIAMOND) として、2016年夏までの3か年計画で各フロアのリニューアルを順次進めていくとしていた。「Change！Project2013～2016」として2016年完成予定であったが、計画を繰り上げ2015年12月にグランドオープンすることとなった。
2015年4月には、一体化リニューアルの完了時期と名称について計画の変更が発表された。これによると、半年間前倒しして同年12月にはリニューアルを完了し、その際には「ザ・ダイヤモンド」の屋号を廃して「相鉄ジョイナス」に統合することが決まった。予定通りリニューアルは完了し、2015年12月1日に「相鉄ジョイナス」へ統合された。
コンストラクション・マネジメントは明豊ファシリティワークスが担当した。

### 増築・改築

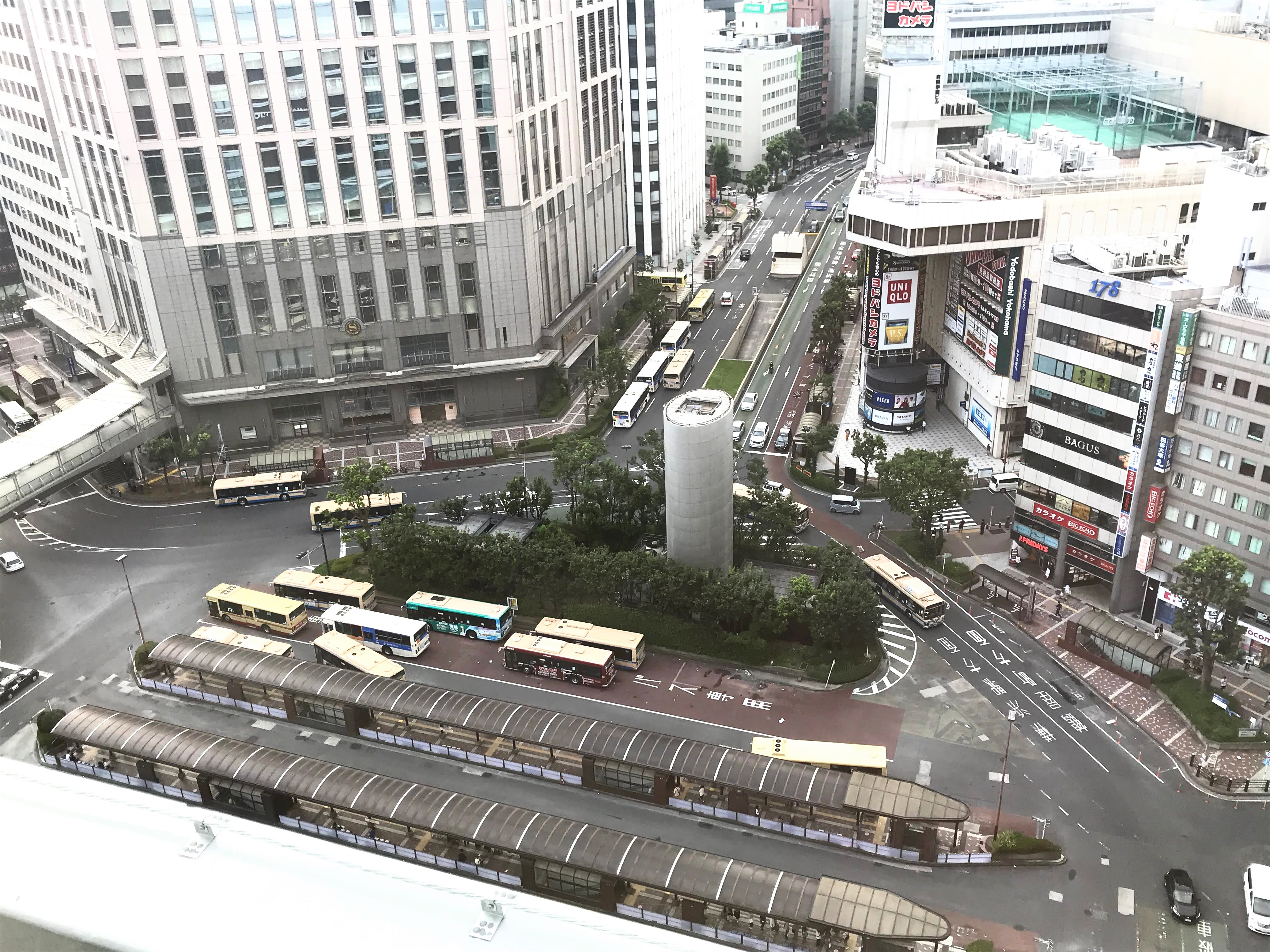
この道路の全体に地下街がある　中央にある換気塔が横浜駅西口シンボルタワー『風の塔』

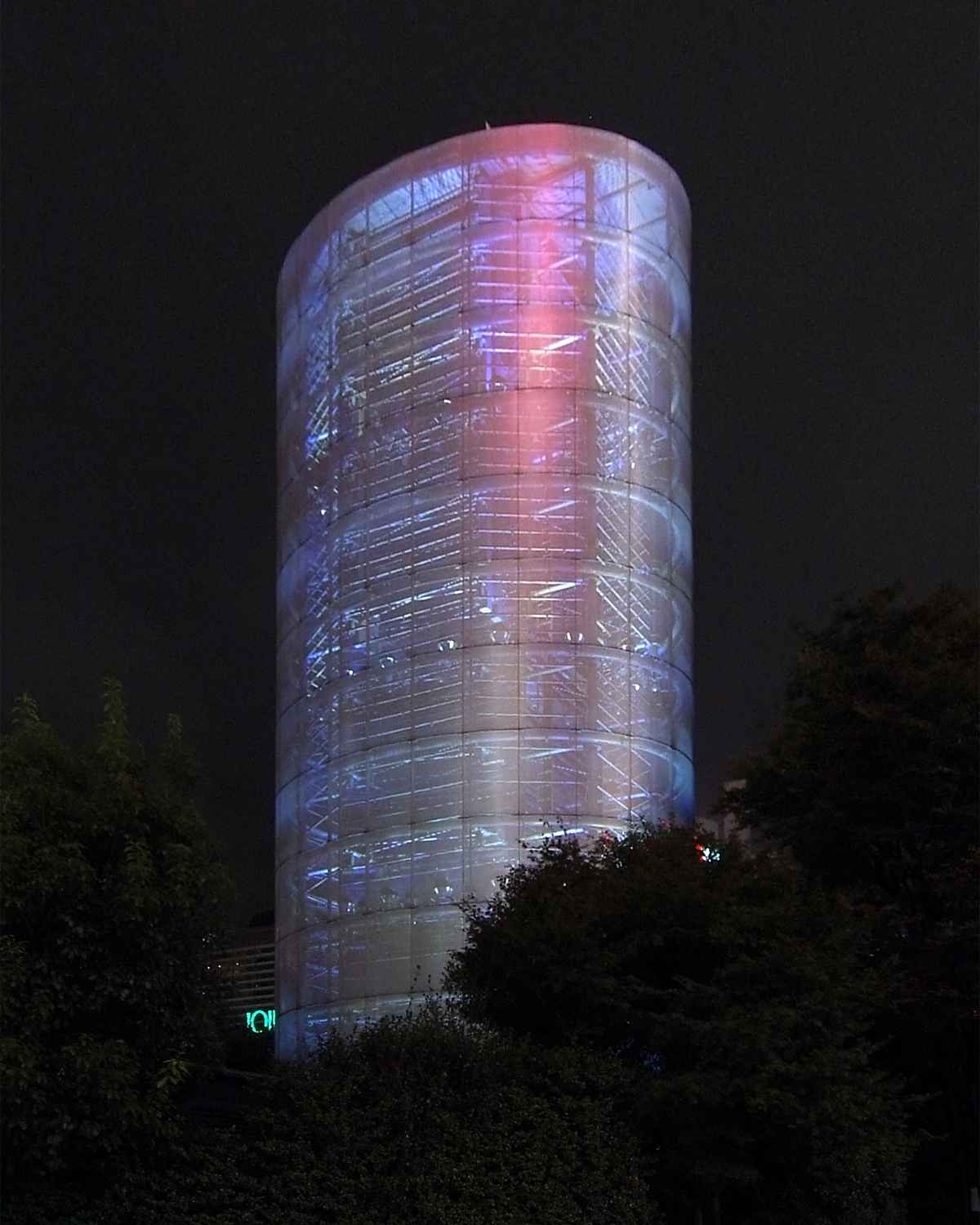
ライトアップされた『風の塔』

周辺に高層ビルや人通りが増えてきたことから、1974年11月には横浜市からの要請で横浜三越（現：ヨドバシカメラマルチメディア横浜）の開業に伴い中央通り（現：西口中央通り）の三番街から奥側の通路を8mから12mに拡張し。総事業費約25億円をかけて、横浜三越から北幸橋の間の道路下に「西通り」（現在は「西口中央通り」の一部）を増築。また1980年9月には荷捌き場（南7・8出入口付近）を移転して「西二番街」（のちのナンシーモール、現在は名称なし）に改装している。
また横浜駅西口地下駐車場（地下2階）だけでは収容台数が不足してきたことから第三セクターの横浜西口駐車場株式会社を設立し、総事業費約165億円をかけて「横浜駅西口地下駐車場」の下の地下3・4階に駐車場を増設。1998年6月に「横浜駅西口地下3・4階駐車場」（現在は横浜駅西口地下駐車場に統合）として開業している。
1986年（昭和61年）11月には、横浜駅西口振興協議会により横浜駅西口開業30周年事業としてザ・ダイヤモンドの換気塔が改装され、横浜駅西口シンボルタワー『風の塔』（設計：伊東豊雄）となった。

## 沿革
- 1952年（昭和27年）11月28日 - 相模鉄道がスタンダード・ヴァキューム・オイル（英語版）から横浜駅西口の土地（24,688 m2）を取得[13]。
- 1957年（昭和32年）5月1日 - 相模鉄道が、国鉄・横浜市に「横浜駅西口駅前広場地下占有申請」を出願[14]。
- 1963年（昭和38年）
  - 2月22日 - 相模鉄道・横浜ステーシヨンビル・東京急行電鉄・鉄道弘済会・横浜東急ホテル・相鉄興業（現：相鉄ローゼン）・横浜髙島屋（現：髙島屋）の7社の出資により、横浜地下街株式会社を設立[6][15][16]。
  - 3月2日 - 「建設省告示第381号 横浜市国際港港建設計画 自動車駐車場」（地下駐車場）・「建設省告示第382号 横浜市国際港港建設計画 街路」（地下街）が告示され、戦後復興を目的とした「横浜市国際港港建設計画」の一部として追加される[14]。
  - 3月7日 - 起工式を挙行[14]。
  - 8月20日 - 「建設省告示第2148号 横浜市国際港港建設 街路事業」（地下街）・「建設省告示第2149号 横浜市国際港港建設 自動車駐車場事業」（地下駐車場）として告示され、都市計画事業として事業決定[14]。
  - 12月25日 -  「ダイヤモンド地下街」の名称を発表[11]。
- 1964年（昭和39年）
  - 4月11日 - 横浜地下街商店会の創立総会を開催[17]。
  - 11月24日 - 財団法人神奈川体育館（現：公益財団法人横浜市スポーツ協会）らにより、株式会社大関酒造（のちに現在の相模鉄道の法人格となる）を設立[18]。
  - 11月30日 - 竣工式を挙行[14]。
  - 12月1日 - 「ダイヤモンド地下街」・「横浜駅西口地下駐車場」が開業[19]。建設費は約37億円[20]。ダイヤモンド地下街に小料理屋「大関酒造」が開店[18]
- 1965年（昭和40年）10月25日 - 横浜駅前ビルとの連絡口が開通[11]。
- 1968年（昭和43年）11月30日 - 横浜岡田屋開業に伴い、二番街からの連絡通路（北2出入口付近）を開設[17]。また横浜岡田屋の地下2階飲食街の運営を受託して「ニューダイヤ味の街」を開業[15]。
- 1969年（昭和44年）4月1日 - 神奈川区鶴屋町3丁目31番地8に「横浜地下街第2駐車場」（現：横浜駅西口第2駐車場）を開業[17]。
- 1970年（昭和45年）2月1日 - 横浜岡田屋の地下1階にあった岡田屋系列のスーパーマーケット「サンコー」の撤退に伴い、地下1階食品街の運営を受託し「ニューダイヤのれん街」として開業[15][9]。
- 1973年（昭和48年）5月 - 横浜地下街商店会が「ダイヤモンド地下街商店会」に改称[17]。
- 1974年（昭和49年）
  - 4月 - 相鉄ジョイナス開業により横浜岡田屋の地下に入居する一部店舗の移転に伴い、横浜岡田屋の地下1・2階を改装し「レストランシティ パティオ」として開業[9]。
  - 11月9日 - 横浜三越開業に伴い、中央通りの三番街から奥側を8mから12mに拡張する工事が完了[9]。
  - 11月29日 - 横浜市からの要請で横浜三越（現：ヨドバシカメラマルチメディア横浜）から北幸橋の間の道路下に地下街を増築し、「西通り」（後の中央モール、現在の西口中央通り西側）として開業[9]。
- 1975年（昭和50年）
  - 4月19日 - 天理ビルとの連絡口が開通[11]。
  - 4月21日 - 日本生命横浜西口ビルとの連絡口が開通[11]。
  - 10月1日 - 神奈川区沢渡5番地に「沢渡駐車場」（のちの「ダイヤモンドスポーツクラブ アトラス」、現在の「コナミスポーツクラブ横浜」）を開業[17]。
- 1980年（昭和55年）9月30日 - 西通りの南側（南7～8出入口付近・横浜天理ビル側）にあった荷捌き所を移転し、改装して「西二番街」（後のナンシーモール）を開業[9]。
- 1981年（昭和56年） - 横浜地下街と横浜士別木材がそれぞれ所有する神奈川区鶴屋町3丁30番地の土地に、共同でオフィスビル「SYビル」（鶴屋町共同ビル）を開業[17]。
- 1984年（昭和59年）9月27日 - 地下街の全面改装が完了し、「ザ・ダイヤモンド」 (The DIAMOND) に改称[6][19][21]。「ダイヤモンド地下街商店会」が「ザ・ダイヤモンド商店会」に改称。
- 1986年（昭和61年）11月21日 - 横浜駅西口振興協議会によりザ・ダイヤモンドの換気塔が改装され、横浜駅西口シンボルタワー『風の塔』となる[11][12]。
- 1987年（昭和62年）7月1日 - 沢渡駐車場跡地に沢渡ビルを建設し、「ダイヤモンドスポーツクラブ アトラス」（現在の「コナミスポーツクラブ横浜」）を開業[17][21]。
- 1994年（平成6年）3月 - 横浜駅西口地下3・4階駐車場の建設を目的として、第三セクター方式で横浜西口駐車場株式会社を設立（2000年7月1日に横浜地下街が吸収合併）[10]。
- 1996年（平成8年）8月22日 - 駐車場増設・防災設備等の改善工事などのための資金調達を目的として、横浜地下街が株式を店頭登録銘柄（後のジャスダック）として公開する（2005年9月27日にジャスダック上場廃止）[19][10]。
- 1997年（平成9年）4月25日 - 1995年（平成7年）4月から経営を他者に委託していた「ダイヤモンドスポーツクラブ アトラス」を直営化するため、株式会社アトラスを設立[10]。
- 1998年（平成10年）6月1日 - 中央広場（現：ホテル前広場）に、ガラスアート「6連作・窓辺の語り部」（野口真里）を設置[11]。横浜駅西口地下3・4階駐車場と、第2出車路が開業[10]。
- 2000年（平成12年）
  - 2月1日 - 西二番街の南Cモールを「ナンシーモール」と命名[11]。
  - 7月1日 - 営業時間を21時までに延長[15]。 横浜地下街が横浜西口駐車場を吸収合併[22]。
  - 11月21日 - 正面入口の階段に山本容子のモザイク壁画「パティパタパン～天使たちの集うとき～」を設置[15][11]（2015年、医療法人社団昴会 日野記念病院に移設[23]）。
- 2004年（平成16年）3月 - 「レストランシティ パティオ」を閉鎖[15]。
- 2006年（平成18年）10月1日 - 相鉄ビルマネジメントが運営管理を継承。
- 2013年（平成25年）10月 - 地上ビルの「相鉄ジョイナス」と一体化した「ジョイナス ザ・ダイヤモンド」 (JOINUS The DIAMOND) としてリニューアル。約3年かけて地下街も含めた全館のリニューアルを進めていく計画としていた。
- 2015年（平成27年）12月1日 - 半年間前倒しでリニューアルが完了。「ザ・ダイヤモンド」の屋号は消滅し、「相鉄ジョイナス」（SOTETSU JOINUS）に統合。

## 主なテナント
以下は一体化以前のテナント。
- 東光ストアー→東急ストア 横浜地下街店 - 統合後も引き続き出店。
- 有隣堂 横浜駅西口ザ・ダイヤモンド店
地下街の中で店舗面積が最大で、実質的なキーテナント[24]。
1964年12月1日の「ダイヤモンド地下街」オープン以来、移転前の旧ザ・ダイヤモンド店の場所で50年間営業[25]。
リニューアル工事に伴い、2014年8月14日に仮移転[26]。相鉄ジョイナスに統合後も引き続き出店、2015年12月1日「横浜駅西口ジョイナス店」へ店名変更[25][26]。
- ケンタッキーフライドチキン 横浜ダイヤモンド地下街店 → 閉店[27]
- ドトールコーヒー 横浜ダイヤモンド地下街店 → 横浜ジョイナス店
- ペッパーランチ 横浜ザ・ダイヤモンド店 → 閉店
- ソフトバンク 横浜ザ・ダイヤモンド → 閉店
- 白洋舍 ザ・ダイヤモンドサービス店 → ジョイナス店

## 地下で接続するビル
横浜駅西口地区の15のビルと接続し、一部のビルの地下階には店舗が存在する。また共同防災組織として総合防災センターと横浜駅西口共同防火防災管理協議会を設置している。
- 水信ビル（商工組合中央金庫横浜西口支店）
- 日本生命横浜西口ビル（日本政策金融公庫横浜西口支店）
- 横浜天理ビル（横浜天理教館）
- 岩崎学園ビル（ヨドバシ横浜、旧：横浜三越）
- 横浜駅前ビル（Comfort178）
- 相鉄北幸第1ビル（エキニア横浜、旧称：横浜東洋ビルディング）
- 相鉄ビル（横浜ベイシェラトン ホテル&タワーズ）
- 横浜ファーストビル
- 横浜銀行ビル（横浜銀行横浜駅西口支店）
- 甘糟西口ビル（横浜岡田屋モアーズ）
- JR横浜タワー（旧:シァル・横浜東急ホテル）
- 相鉄ビル（相鉄ジョイナス・相模鉄道横浜駅）
  - 旧：相鉄会館（髙島屋横浜店）- 現在は相鉄ビルの一部
- 大洋ビル
- 横浜市営地下鉄ブルーライン横浜駅コンコース - 相鉄ビルの地下街・横浜ファーストビルを介して接続しているが、共同防災組織には参加していない。

## 大関酒造
横浜地下街の完全子会社で、のちに現在の相模鉄道の前身となる企業の起源が、かつてダイヤモンド地下街に出店していた。
財団法人神奈川体育館（現：公益財団法人横浜市スポーツ協会）らにより1964年（昭和39年）11月24日に株式会社大関酒造として設立され、同年12月1日のダイヤモンド地下街の開業とともに小料理屋「大関酒造」を開店。1966年（昭和41年）10月にきしめん専門店「きしめん大関」に転換し、1972年（昭和47年）8月に株式会社大関に商号変更した後、1998年（平成10年）3月30日に横浜地下街に全株式が譲渡されて完全子会社になった。
この株式会社大関が、のちに旧：相模鉄道（現：相鉄ホールディングス）の持株会社化に伴う受け皿会社として利用されることになった。きしめん店自体は相鉄流通サービス株式会社（現：相鉄ステーションリテール株式会社）に事業譲渡後、「ザ・ダイヤモンド」が「ジョイナス・ダイヤモンド」へのリニューアルに伴い閉店。その後、株式会社なかや商事が継承し、2014年（平成26年）に相鉄ジョイナス地下2階のレストラン街で「横浜なかや 大関本店」として開店し、営業を続けている。